# 寶恩
寶恩（1777年—1802年），滿洲愛新覺羅氏。清朝睿慎親王。豫通親王多鐸五子多爾博後裔、豫恪親王如松之孫、睿恭親王淳穎之長子。第四任睿親王（1801年－1802年）。
乾隆四十三年（1778年），清高宗以當年多爾袞為小人誣蔑，及於開國有功，復任多爾袞為睿親王，追封謚號為「忠」，配享太廟，其爵位世襲罔替。下詔多爾博還為多爾袞後嗣，命令父親淳穎襲爵為睿親王。追封其先祖、多爾博、蘇爾發、塞勒、功宜布及如松為睿親王。
嘉慶四年（1799年），寶恩被封不入八分輔國公。嘉慶五年（1800年），淳穎逝世。朝廷予以謚號為「恭」，由長子寶恩於翌年承襲睿親王爵位。可惜寶恩於嘉慶七年（1802年）五月薨逝，諡號為「慎」。寶恩死後無嗣由四弟端恩襲爵為睿親王。

## 家庭
- 胞弟文莊公禧恩。
- 嫡福晉章佳氏（父镶黄旗满洲文恪公慶桂，祖父文華殿大學士文端公尹繼善）。